# Line Flem Høst
Line Flem Høst (10 de novembro de 1995) é uma velejadora norueguesa.

## Carreira
Ela ganhou uma medalha de bronze no Campeonato Mundial Feminino da classe Laser Radial de 2020 em Melbourne. Ela competiu nas Olimpíadas de Verão de 2020 em Tóquio, sua primeira aparição olímpica.
Na edição seguinte, em 2024, ela voltou a competir nos Jogos, agora em Paris, onde ganhou a medalha de bronze.